# Georg Friedrich Wilhelm Knauer
Georg Friedrich Wilhelm Knauer (* 11. November 1830 in Hannover; † 3. Januar 1905 ebenda) war ein deutscher Goldschmied, Hof-Juwelier und Unternehmer.

## Leben

### Familie
Georg Friedrich Wilhelm Knauer wurde 1830 als Sohn des Goldschmieds Georg Julius Friedrich Knauer geboren. Auch sein Großvater H. L. Z. Knauer ging diesem Beruf nach und war u. a. an der Universität Göttingen tätig.

### Werdegang
Georg Friedrich Wilhelm Knauer legte 1855 in Hannover den Bürgereid ab und erhielt dort noch im selben Jahr den Meistertitel verliehen. Kurz vor der Annexion des Königreichs Hannover durch Preußen wurde er 1863 zum Hofgoldschmied und -juwelier ernannt.
Ab 1878 ist Knauer nicht mehr im Adressbuch Hannover zu finden, eine „angebliche Übernahme des Geschäftes“ durch Wilhelm Lameyer ließ sich bisher nicht nachweisen.

## Erhaltene Werke
Werke von Knauer finden sich unter anderem
- im Historischen Museum Hannover: Ein silberner Deckelpokal von 1865 für den Stadtsyndikus Carl Philipp Ludwig Oeltzen[1]
- und in den Kirchen von Ronnenberg und Schneverdingen.[1]